# 生物多様性国家戦略
生物多様性国家戦略（せいぶつたようせいこっかせんりゃく;  National Biodiversity Strategy and Action Plan; NBSAP）とは、生物多様性条約において締約国が策定する生物多様性の保全と持続可能な利用に関する国家的な戦略（計画書）。ここでは、日本における国家戦略（計画書）について記す。

## 概要
生物多様性条約において締約国が策定する生物多様性の保全と持続可能な利用に関する国家的な戦略であり、生物多様性基本法において政府による策定を義務づけている。対象空間は陸上と同時に海洋も含み、分析対象は日本のみならず関連するアジア諸国も含む。1995年（平成7年）に最初の生物多様性国家戦略が策定され、数度の改正を経て、最新のものは2010年（平成22年）3月に閣議決定され、生物多様性基本法に基づく初めての国家戦略となる「生物多様性国家戦略2010」である。
生物多様性国家戦略2010は、第1部「戦略」と第2部「行動計画」の2部から構成されている。第1部では、生物多様性の重要性について解説し、4つの戦略を取り上げている。

### 課題
生物多様性の危機として、以下の「3つの危機」および「地球温暖化の危機」を定義している。
1. 第1の危機：乱獲・開発によって、生物種が絶滅・減少していること。もしくは生物種の生息地・生育地が減少していること。
2. 第2の危機：里山などが人手による手入れがされなくなったため、その地の自然環境が変質したこと。
3. 第3の危機：外来種の侵入によって、既存の生態系が撹乱されること。

- 地球温暖化の危機：地球温暖化によりもたらされる種の生息・生育地の縮小、消失等

### 戦略
1. 生物多様性を社会に浸透させる
2. 地域における人と自然の関係を再構築する
3. 森・里・川・海のつながりを確保する
4. 地球規模の視野を持って行動する

第2部では、上記4つの戦略に沿って数値目標を設定した施策について記述している。具体的施策数は第三次生物多様性国家戦略の約660から約720に、数値目標の数は34から35に増加した。

## 履歴
1992年（平成4年）
環境と開発に関する国際連合会議（地球サミット）開催。生物の多様性に関する条約（生物多様性条約）採択。同条約の第6条に、行動計画(Biodiversity Action Plan, BAP)を定めることが求められている。
1993年
18番目の締結国として日本が生物多様性条約を締結。
1995年
日本版BAPとして生物多様性国家戦略（第一次）を策定。5年後を目処に見直しを行うことを盛り込む。
2002年
2001年からの見直し作業を経て、2002年（平成14年）3月に新・生物多様性国家戦略（第二次）を決定。
1. 保全の強化 - 生物種の絶滅・外来種問題・里山の荒廃・湿地の減少への対応
2. 失われた自然環境の再生
3. 「持続可能な利用」を行うための社会的仕組みの整備

を3つの柱としていた。
2007年（平成19年11月27日）
第三次生物多様性国家戦略を閣議決定。
2008年 (平成20年5月)
生物多様性基本法が国会で可決成立。6月に公布・施行。
2010年（平成22年3月）
生物多様性基本法に基づく初めての国家戦略となる「生物多様性国家戦略2010」を閣議決定。
2012年（平成24年9月）
「生物多様性国家戦略2012-2020」を閣議決定。